# Абоба (интернет-мем)
Або́ба (англ. Aboba) — интернет-мем, возникший в 2021 году после появления шуточного видео с участием вымышленного кандидата в президенты России по фамилии Абоба.

## История
Мем «Абоба» является производным от мема «Амогус». Благодаря мему «Абоба» появился производный от него мем «Абобус». 23 января 2021 года стример Глад Валакас, также известный как Валерий Жмышенко, разместил в сети анимацию под названием «Президент Абоба» (полное название видео — «Внутри Жмышенко (2-я серия) — Президент АБОБА (Глад Валакас)»). На видео показана пресс-конференция с вымышленным кандидатом в президенты Российской Федерации темнокожим Валерием Абобой, членом партии «Пожилая Ветка Сакуры». По сюжету Абоба коряво и обрывочно отвечает на вопросы журналистов, в том числе провокационные, и не стесняется ругаться матом. В персонаже усматриваются черты бывшего президента США Барака Обамы. Также видео содержит пародию на канал «Соловьёв Live» под названием «Фекалис Live». За 5 месяцев ролик набрал свыше 139 000 просмотров.
Образ Абобы быстро стал мемом. Его активно использовали в комментариях к публикациям об уголовном деле лидера оппозиции Алексея Навального. На стримах по делу Навального было множество комментариев со словом «ABOBA». Слово «абоба» размещали сначала в комментариях на YouTube как обычный спам. Затем пользователи решили писать это слово красными заглавными буквами (🅰️🅱️🅾️🅱️🅰️). Такие комментарии не несут в себе какую-либо смысловую нагрузку. Как правило, слово «абоба» используется только с целью троллинга или в качестве шитпостинга.
9 февраля 2021 года ютубер DolbaLight опубликовал смонтированную сцену из фильма «Я, робот», в котором робот говорит «абоба». За 4 месяца видео набрало более 2,4 млн просмотров. Оно очень помогло распространению термина «абоба» и вдохновило на создание множества подобных видеомонтажей, заменяющих звук в различных клипах на звук с произнесением слова «абоба».
Абобу поддержал российский рэпер Моргенштерн — видео ему так понравилось, что он отправил Гладу Валакасу донатом 133 000 рублей. Он, в частности, несколько раз использовал наклейку с надписью «🅰️🅱️🅾️🅱️🅰️» в Instagram, в том числе во время прямой трансляции в апреле 2021 года, реагируя на мем «Абоба».

Логотип «предвыборной кампании» Абобы

Мем «Абоба» вошёл в топ самых популярных запросов 2021 года в украинском Google в категории «Что это такое?».
У персонажа, президента Абобы, также есть популярный веб-сайт, созданный в «поддержку» Абобы.